# Richard Cromwell
Pour les articles homonymes, voir Cromwell.
Pour l'acteur américain, voir Richard Cromwell (acteur).
Richard Cromwell, né le 4 octobre 1626 à  Huntington et mort le 12 juillet 1712 à Cheshunt, est le troisième fils d'Oliver Cromwell, lord-protecteur d'Angleterre, d'Écosse et d'Irlande. Il occupe ce même poste, pendant quelques mois après la mort de son père, jusqu'au 25 mai 1659. Les ennemis de Richard Cromwell le surnomment « Tumbledown Dick ».
La veille de sa mort survenue le 3 septembre 1658, Oliver Cromwell désigne son fils comme son successeur. Richard Cromwell est proclamé lord-protecteur le 27 janvier 1659 par les partisans de son père. Toutefois, il perd très vite toute autorité au profit de l'armée qui restaure le Rump Parliament qui avait été dissous par son père. Ensuite, le Rump le contraint à démissionner dès le 25 mai de la même année. Après cette abdication, le général Monck rappelle le Long Parlement, qui propose le trône d'Angleterre et d'Écosse à Charles Stuart, aboutissant ainsi à la Restauration anglaise.
En juillet 1660, Richard Cromwell préfère s'exiler pour éviter le tumulte de la Restauration. Il vit en France sous une série de noms d'emprunt, puis voyage en Europe. Il revient en Angleterre en 1680, ou 1681 selon les sources, et vit jusqu'à un âge avancé à Finchley, dans le Middlesex, retiré de toute activité politique.
Dans la pièce de Victor Hugo, Cromwell, Richard Cromwell apparaît comme un personnage sans grande envergure et aux convictions mal assurées, mais plutôt bon vivant en contraste avec le caractère de son père.